# تیم ملی والیبال مردان اروگوئه
تیم ملی والیبال مردان اروگوئه تیم ملی والیبال مردان کشور اروگوئه است.